# Tesoro de los siracusanos
El Tesoro de los siracusanos (en griego antiguo: Θησαυρὸς τῶν Συρακοσίων, romanizado: Thēsauros tōn Syrakosiōn), también conocido como Tesoro II, fue un  tesoro en la Terraza de los Tesoros de Olimpia, Grecia. Toma su nombre del hecho de que se cree que fue construido por la antigua ciudad siciliana de Siracusa, pero la identificación no es del todo segura. Las ruinas de la cámara del tesoro se encuentran en Archaía Olympía, en el yacimiento arqueológico que es Patrimonio de la Humanidad de la Unesco.

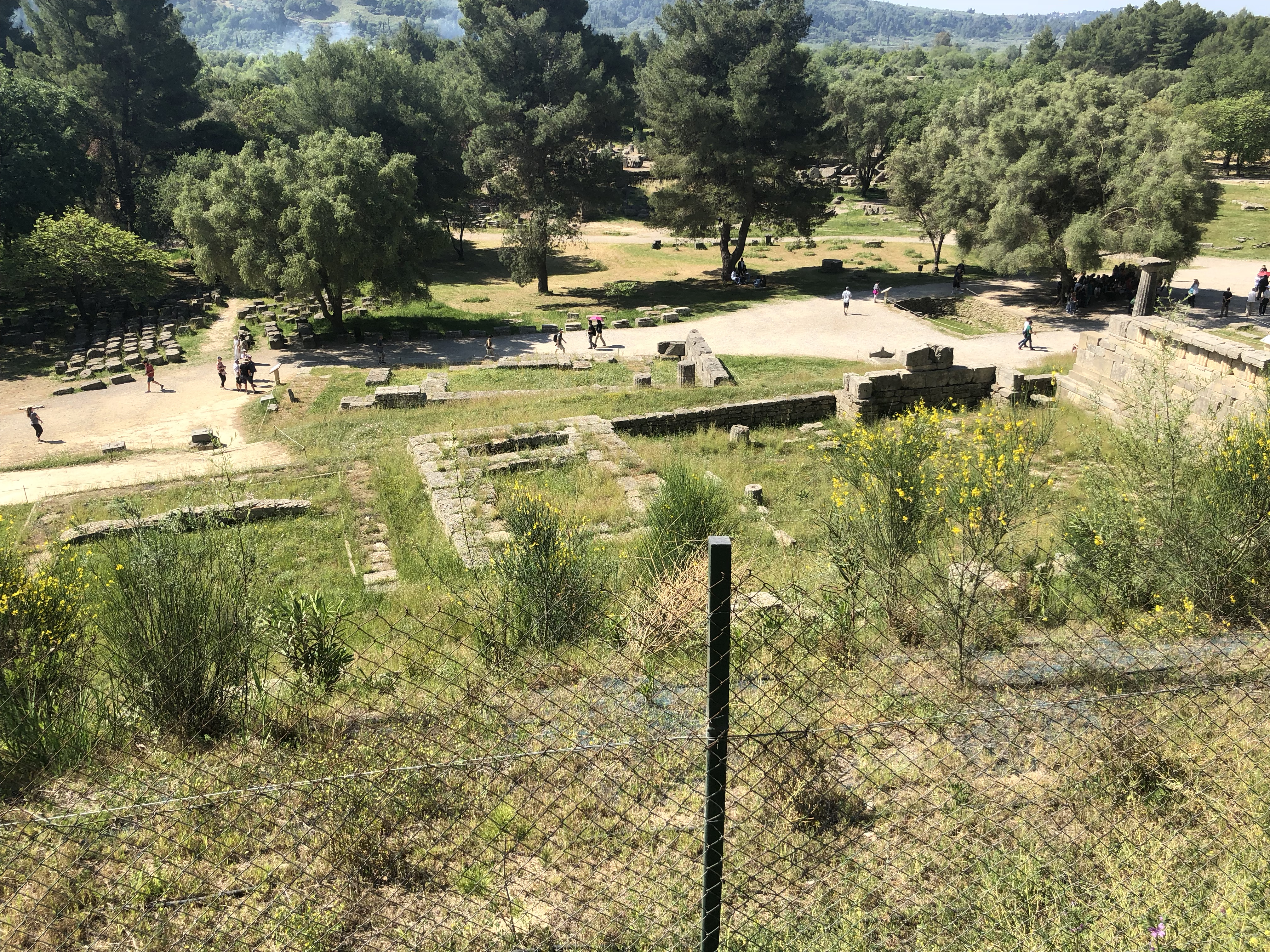
Ruinas de las cinco cámaras de los tesoros más occidentales de Olimpia vistas desde la ladera superior. El tesoro de los siracusanos es el cuarto desde la izquierda.

Se construyó entre finales de la época arcaica y la época clásica alrededor del 480 a. C. Fue uno de los muchos tesoros de Olimpia, que fueron construidos en una fila alrededor del área del santuario en el borde norte de la ladera sur del Monte Cronio, entre el entre Ninfeo de Herodes Ático y el Estadio. El tesoro de los siracusanos era el segundo de ellos del oeste. En su lado occidental se encontraba el Tesoro de los sicionios y en su lado oriental el Tesoro de los epidamnios (aunque en el pasado el lado oriental se llamaba a veces Tesoro sin nombre). 
Era un pequeño edificio similar a un templo en antas con dos columnas (dístilo in antis) entre los muros del pronaos. De  estilo dórico, la cella del edificio medía 6,53 m de ancho y 11,45 m de largo. La fachada estaba orientada al sur.